# Welsh Alliance League 1999–2000
Welsh Alliance League 1999–2000 là mùa giải thứ mười sáu của Welsh Alliance League kể từ khi thành lập năm 1984. Nhà vô địch là Halkyn United.

## Bảng xếp hạng
| VT | Đội                   | ST | T  | H | B  | BT | BB  | HS   | Đ  | Thăng hạng hoặc xuống hạng                   |
| -- | --------------------- | -- | -- | - | -- | -- | --- | ---- | -- | -------------------------------------------- |
| 1  | Halkyn United (C, P)  | 24 | 19 | 5 | 0  | 70 | 23  | +47  | 62 | Lên chơi tại Cymru Alliance                  |
| 2  | Colwyn Bay YMCA       | 24 | 15 | 6 | 3  | 49 | 26  | +23  | 51 |                                              |
| 3  | Llanfairpwll          | 24 | 14 | 6 | 4  | 30 | 46  | −16  | 48 |                                              |
| 4  | Glan Conwy            | 24 | 13 | 4 | 7  | 74 | 33  | +41  | 43 |                                              |
| 5  | Llandudno Junction    | 24 | 11 | 4 | 9  | 67 | 51  | +16  | 37 |                                              |
| 6  | Bangor City Reserves  | 24 | 10 | 6 | 8  | 65 | 52  | +13  | 36 |                                              |
| 7  | Prestatyn Town        | 24 | 11 | 2 | 11 | 48 | 54  | −6   | 35 |                                              |
| 8  | Locomotive Llanberis  | 24 | 10 | 4 | 10 | 59 | 47  | +12  | 34 |                                              |
| 9  | Amlwch Town           | 24 | 10 | 2 | 12 | 76 | 53  | +23  | 32 |                                              |
| 10 | Rhyl Athletic         | 24 | 8  | 4 | 12 | 51 | 59  | −8   | 28 |                                              |
| 11 | Rhyl Delta            | 24 | 6  | 4 | 14 | 42 | 68  | −26  | 22 |                                              |
| 12 | Penmaenmawr Phoenix   | 24 | 2  | 8 | 14 | 37 | 71  | −34  | 14 |                                              |
| 13 | Llandyrnog United (R) | 24 | 1  | 1 | 22 | 22 | 147 | −125 | 4  | Xuống chơi tại Clwyd League Premier Division |